# Alan Sillitoe

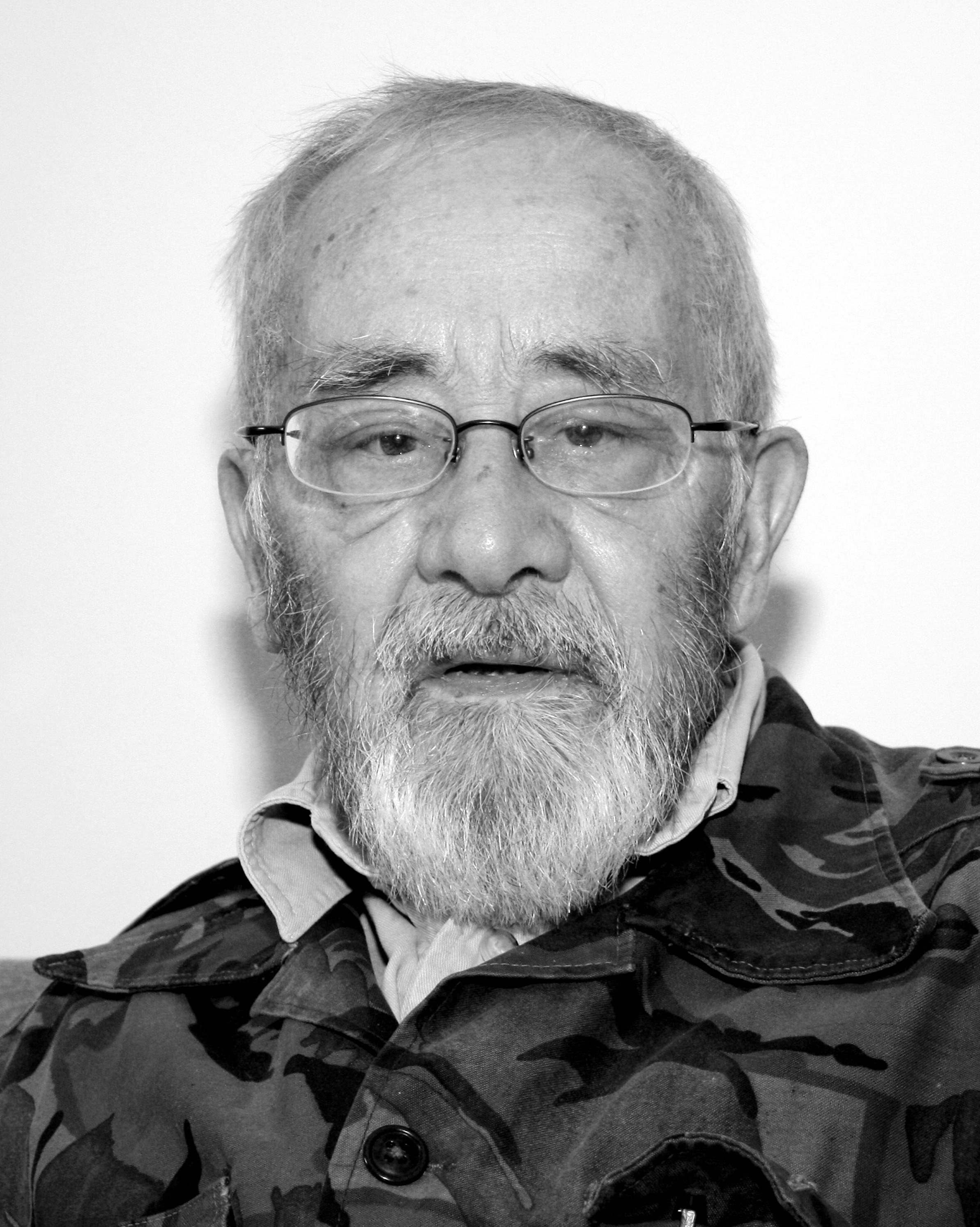
Alan Sillitoe (2009)

Alan Sillitoe (* 4. März 1928 in Nottingham; † 25. April 2010 in London) war ein britischer Schriftsteller, der vor allem durch seine Erzählung „Die Einsamkeit des Langstreckenläufers“ (The Loneliness of the Long Distance Runner, 1959) bekannt wurde.

## Leben
Er wuchs als eines von fünf Kindern in einer Arbeiterfamilie auf. Viele seiner Werke beschäftigen sich mit der Situation der Arbeiter in England. Hier schreibt er aus eigener Erfahrung. Schon in der Schule schrieb er Essays und kleine Geschichten. Sein Vater, ein meist arbeitsloser Gerber, konnte ihn in dieser Beziehung nicht fördern, da er Analphabet war. Sein Großvater unterstützte seine Liebe zu Büchern und schenkte seinem Enkel dessen ersten Roman.
Der Besuch der Nottingham High School blieb ihm verwehrt, da er kein Stipendium an der Schule erhielt. Bei Ausbruch des Zweiten Weltkrieges wurde er zu einer Familie in Worksop geschickt, drei Monate später kehrte er wieder nach Hause zurück. Mit dem Krieg gab es auch wieder mehr Arbeitsplätze, sodass er mit 14 Jahren in einer Fabrik zu arbeiten begann, in der auch sein Vater Arbeit gefunden hatte.
Er trat der Royal Air Force bei, arbeitete zunächst aber weiter in verschiedenen Fabriken.
Später war er von 1946 bis 1949 unter anderem in Südostasien, Spanien und Frankreich stationiert. Nach seiner Rückkehr aus dem Ausland wurde bei ihm Tuberkulose festgestellt und er musste 16 Monate in einem Luftwaffen-Krankenhaus verbringen. Schon während dieser Zeit schrieb er Gedichte, die allerdings erst mehr als zehn Jahre später erschienen.
Erst 1953 begann er Gedichte und Romane an verschiedene Verlage in England, Frankreich und den USA zu verschicken, doch vorerst bekam er von keinem eine Zusage zur Veröffentlichung seiner Werke. Während dieser Zeit hatte er bereits Ruth Fainlight, eine amerikanische Dichterin, kennengelernt, die er später heiratete.
1955 begann Sillitoe mit seinem Roman The Adventures of Arthur Seaton, in dem es um das Leben in Nottingham ging. Dieser Roman war der erste, für den er mit Mark Goulden einen Verleger fand, und der 1958 unter dem Titel Saturday Night and Sunday Morning erschien. Mit seiner zweiten Veröffentlichung, der Erzählung The Loneliness of the Long-Distance Runner (dt. Die Einsamkeit des Langstreckenläufers), gewann Sillitoe im Jahr 1960 den Hawthornden-Preis.
Seine Werke wurden mit der Bewegung der Angry Young Men in Verbindung gebracht, zu der man auch John Osborne und John Braine zählte, in deren Werken es um Klassenkonflikte ging. Auch Sillitoe widmete sich in seinen Werken den Lebensbedingungen der Arbeiterklasse, jedoch sagte er selbst über seine Werke, dass er keine Klassenkonflikte schildere, sondern individuelle Schicksale. Tatsächlich steht die genaue psychologische Beobachtung neben der genauen Milieubeschreibung und der gesellschaftspolitischen Aussage. Auch Einzelgänger stehen im Mittelpunkt der Romane.
Die Verfilmung The Loneliness of the Long Distance Runner von Tony Richardson entstand 1962 nach Sillitoes eigenem Drehbuch und wurde in Deutschland als eines der beeindruckendsten Beispiele der British New Wave gefeiert, einer von fast dokumentarischem Realismus geprägten Filmbewegung der 60er Jahre, und noch bekannter als die ursprüngliche Erzählung.

## Werke (auf Deutsch)
- Samstagnacht und Sonntagmorgen (Saturday Night and Sunday Morning, 1958). Roman. Rowohlt, Reinbek 1961; Diogenes, Zürich 1990, ISBN 3-257-20230-X
- Schlüssel zur Tür (Key to the Door, 1961). Roman. Volk und Welt, Berlin 1966
- Der Tod des William Posters (The Death of William Posters, 1965). Roman. Diogenes, Zürich 1969, 1. Teil der 'William Posters'-Serie
- Ein Start ins Leben (A Start in Life, 1970). Roman. Diogenes, Zürich 1971, 1. Teil der 'Michael Cullen'-Serie
- Nihilon auch Reise nach Nihilon (Travels in Nihilon, 1971). Roman. Diogenes, Zürich 1973
- Der brennende Baum (A Tree on Fire, 1967). Roman. Diogenes, Zürich 1975, 2. Teil der 'William Posters' Serie
- Bilder aus Margarets Leben. Kurzgeschichten. Volk und Welt Verlag, Berlin 1976, Lizenznr. 302-410/107/76
- Der Sohn des Witwers (The Widower’s Son, 1976). Roman. Diogenes, Zürich 1981, 2. Teil der 'Flame of Life'-Serie
- Erzählungen, 5 Bände. Diogenes, Zürich 1981
  - 1. Die Einsamkeit des Langstreckenläufers
  - 2: Fußball, ISBN 3-257-20414-0
  - 3: Die Lumpensammlerstochter, ISBN 3-257-20415-9
  - 4: Mimikry, ISBN 3-257-20416-7
  - 5: Männer, Frauen und Kinder, ISBN 3-257-20417-5
- Die Flamme des Lebens (The Flame of Life, 1974). Roman. Diogenes, Zürich 1982, 1. Teil der 'Flame of Life'-Serie
- Der Mann, der Geschichten erzählte (The Storyteller, 1979). Roman. Diogenes, Zürich 1983, 3. Teil der 'Flame of Life'-Serie
- Verschollen (The Lost Flying Boat, 1983). Lübbe, Bergisch Gladbach 1987
- Insel im Nebel (Out of the Whirlpool, 1987). Roman. Heyne, München 1987
- Die Frau auf der Brücke (Her Victory, 1982). Lübbe, Bergisch Gladbach 1989
- Meistererzählungen. Diogenes, Zürich 1991
- Der Zauberkasten und andere Erzählungen. Diogenes, Zürich 2009, ISBN 978-3-257-23959-1